# زورا يونغ
زورا يونغ (بالإنجليزية: Zora Young)‏ هي مغنية أمريكية، ولدت في 21 يناير 1948 في ويست بوينت في الولايات المتحدة.

## وصلات خارجية
- الموقع الرسمي
- زورا يونغ على موقع ميوزك برينز (الإنجليزية)
- زورا يونغ على موقع أول ميوزيك (الإنجليزية)
- زورا يونغ على موقع ديسكوغز (الإنجليزية)